# 硅化木
硅化木，又称木变石，是远古树木的遗骸经过长期的化学元素替换过程（特指硅化过程）而形成的化石。生物以木质树的植物形式在地球上出现已久，遍及世界各角落，在世界六大陆都能发现。其中以松柏目的硅化木为多。

## 形成
一棵树塌倒死后，如果因某种原因被泥土覆盖，埋入地下，组成树干的木质有机物体便会在周围土层的温度和压力的作用下逐渐地分解。假如覆盖木干的土层和周围环境（包括矿物丰富的地下水）的湿度、温度和压力符合一定条件，木干分解出的杂质就会与周围泥土中的矿物元素结合成晶体。在地下水的作用下，土层中的二氧化硅、硫化铁、碳酸钙等矿物缓慢地渗入木干内心，同时木干外层的有机木质被分解，这些从土层中新渗入木干的无机矿物质由而替换了原树干中的有机木质。以一种物质（有机木纤维）的分解作用与另一种物质（无机二氧化硅）的沉积作用同时地发生，从而一种矿物被另一种矿物取代，这种作用被称为「交代作用」，其中以二氧化硅成分为多，所以也被称作“硅化过程”。这种分解替换过程以分子单位进行，整个过程既精细又漫长，承袭了树木的原貌，甚至连木干细胞的形状都如实体现。经过千百年不停地分解替换，整个木干的有机木质会被替换为无机的硅钙晶体。木干的硅化过程完后，整个木干就相当于一个木干状的玉石，耐保存。一个硅化木的完整性取决于树木死后至树干被全面硅化的时间间隔。硅化过程快的話易存留至今且形状完整，然而如果硅化过程慢而久，树干的一些部分会在土层中的矿物还未渗入时已分解失形了。

## 特征
硅化木的摩氏硬度为7.0左右，近似石英。完整的硅化木能够很精确地保存原树木的树皮痕迹、细胞形状与树轮，成為重要的化石樣本。
不同的矿物会在硅化木中以不同的颜色呈现：
■ 白（硅）
■ 灰（硅）
■ 黑 （碳、二氧化锰）
■ 蓝（钴、铬、铜）
■ 绿（钴、铬、铜）
■ 红（氧化铁）
■ 棕（氧化铁）
■ 黄（氧化铁）
■ 粉（锰）
■ 橙（锰）

## 价值
由于硅化木如实地体现出远古植物的形态，它为古生物研究者提供了宝贵的线索。硅化木虽然较为常见，但它拥有极高的科学价值，可用于民间医药。它也享有较高的美术价值，是装饰业中的上品。硅化木还可锯成板状，用于桌面和钟面。
美国在大萧条后，人们开始涌向山区和沙漠，希望发现能变成珠宝、作为收入来源的石头。人们于是发现了包括硅化木在内的各种各样的岩石。当时，爱好者们称之为「猎石」的活动非常流行，美国各地建立了许多岩石俱乐部。不久后收藏家们开始建立岩石商店，向公众出售他们的商品。

## 保护
为了配合科学研究与商业生产的需求，很多国家都相继设建了硅化木国家公园以避免盜採。
中国大陆黑龙江省伊春市具有大量的硅化木标本，事实上比北京延庆要多的多，特别是伊春市有非常稀少的红松硅化木。
- 美国亚利桑那州石化林國家公園、犹他州Escalante硅化木森林州立公园、华盛顿州Ginkgo/Wanapum州立公园和艾奥瓦州救贖石洞
- 中国辽宁北票鸟化石自然保护区
- 中国北京延庆硅化木国家地质公园
- 阿根廷巴塔哥尼亚圣克鲁斯省国家硅化木森林纪念碑
- 澳大利亚
- 比利时弗拉芒-布拉奔省豪格登[1]
- 加拿大艾伯塔省和努纳武特地区阿克塞尔·海伯格岛
- 捷克Nová Paka
- 利比亚 - 大沙海
- 希腊莱斯沃斯岛莱斯沃斯岛硅化木森林
- 新西兰南岛东南海岸古里奥湾
- 印度泰米尔纳德邦钦奈Thiruvakkarai村

## 参看
- 木化石
- 玛瑙化硅化木
- 树化玉（亦作“木化玉”，“硅化玉石”） -- 形成时间比硅化木还要长